# Vagrans hebridina
Vagrans hebridina är en fjärilsart som beskrevs av Waterhouse 1920. Vagrans hebridina ingår i släktet Vagrans och familjen praktfjärilar. Inga underarter finns listade i Catalogue of Life.